# Aspidogyne roseoalba
Aspidogyne roseoalba là một loài thực vật có hoa trong họ Lan. Loài này được (Dressler) Ormerod mô tả khoa học đầu tiên năm 2007.